# 托雷-德帕塞里
托雷-德帕塞里（義大利語：Torre de' Passeri），是意大利佩斯卡拉省的一个市镇。总面积5.93平方公里，人口3214人，人口密度542.0人/平方公里（2009年）。ISTAT代码为068043。